# Skultorps landskommun
Skultorps landskommun var en tidigare kommun i dåvarande Skaraborgs län. Kommunens mest kända industri var urangruvan Ranstad.

## Administrativ historik
Den bildades vid kommunreformen 1952 genom sammanläggning av de tidigare kommunerna Hagelbergs landskommun, Häggums landskommun, Norra Kyrketorps landskommun, Rådene landskommun och Sjogerstads landskommun. Namnet togs efter tätorten Skultorp.
Kommunen upplöstes då dess område gick upp i Skövde kommun den 1 januari 1971.
Kommunkoden var 1630.

### Kyrklig tillhörighet
I kyrkligt hänseende tillhörde kommunen församlingarna Hagelberg, Häggum, Norra Kyrketorp, Rådene och Sjogerstad.

## Geografi
Skultorps landskommun omfattade den 1 januari 1952 en areal av 87,99 km², varav 87,23 km² land.

### Tätorter i kommunen 1960
| Tätort          | Folkmängd |
| --------------- | --------- |
| Skultorp        | 1 403     |
| Skövde, del ava | 57        |

Tätortsgraden i kommunen var den 1 november 1960 51,0 procent.

## Politik

### Mandatfördelning i valen 1950-1966
| 9 | 13 | 11 | 2 |

| 35 |

| 9 | 4 | 9 | 9 | 4 |

| 35 |

| 10 | 2 | 12 | 6 | 5 |

| 34 |

| 12 | 4 | 10 | 6 | 3 |

| 32 |

| 10 | 4 | 11 | 5 | 5 |

| 32 |